# Leipziger Universitätsorchester
Das Leipziger Universitätsorchester (LUO) ist eine im Oktober 2003 von Leipziger Studenten gegründete Vereinigung, welche zunächst unter dem Titel Leipziger studentisches Orchester firmierte. Die Orchestermitglieder sind in der Mehrzahl Laienmusiker und keine Musikhochschulstudenten. Das Orchester ist demokratisch organisiert und wird von den Mitgliedern selbst verwaltet. Derzeit spielen rund 100 Musiker im Orchester; damit stellt es ein voll besetztes Sinfonieorchester dar.
Seit Februar 2004 ist das Universitätsorchester offizieller Bestandteil der Universität Leipzig und untersteht damit offiziell dem Universitätsmusikdirektor David Timm. Die Selbstverwaltung des Orchesters blieb jedoch zum Teil bestehen. Seinen jetzigen Namen führt das Orchester seit Juni 2004. Das Orchester wird vertreten durch einen ehrenamtlichen Vorstand, der durch die Mitglieder gewählt wird. Die Dirigenten werden ebenfalls regelmäßig durch das Orchester für vier Semester (entspricht zwei Jahren) selbst neu gewählt, davon ist das erste Semester ein so genanntes Probesemester. 
Seit 2005 steht das Leipziger Universitätsorchester unter der Patenschaft des MDR-Sinfonieorchesters. Unter anderem unterstützen hierbei mehrere Dozenten aus dem Sinfonieorchester die studentischen Musiker bei den Proben. Im Sommersemester 2009 fand zudem ein Kooperationskonzert zwischen dem MDR-Sinfonieorchester und dem Leipziger Universitätsorchester mit einer gemischten Besetzung statt.
Seit dem Sommersemester 2024 ist Daniel Seonggeun Kim Dirigent des Orchesters.

## Konzerttätigkeit
Das Orchester veranstaltet regelmäßig gegen Ende der Vorlesungszeit eines Semesters ein Sinfoniekonzert im Großen Saal des Gewandhauses zu Leipzig. Das Programm hierfür wird zum Ende eines jeden Semesters neu gewählt, die Proben finden während der Vorlesungszeit des darauffolgenden Semesters statt.
Darüber hinaus spielt das Orchester zu besonderen universitären Anlässen wie etwa der Immatrikulationsfeier. Zudem haben sich mehrere Kammermusikgruppen im Orchester gebildet, die zwei Kammermusikabende im Semester gestalten.

## Dirigenten
- Norbert Kleinschmidt (Wintersemester 2003/04)
- Anna Shefelbine (Sommersemester 2004 bis Sommersemester 2005)
- Juri Lebedev (Wintersemester 2005/06 bis Sommersemester 2007)
- Daniel Huppert (Wintersemester 2007/08)
- Juri Lebedev (Sommersemester 2008 bis Sommersemester 2009)
- Kiril Stankow (Wintersemester 2009/10 bis Sommersemester 2011)
- Raphael Haeger (Wintersemester 2011/12 bis Sommersemester 2015)
- Frédéric Tschumi (Wintersemester 2015/16 bis Sommersemester 2019)
- Ilya Ram (Wintersemester 2019/20 bis Wintersemester 2023/24)
- Daniel Seonggeun Kim (seit Sommersemester 2024)

## Film
Der Dokumentarfilm Bis zum letzten Moment aus dem Jahre 2007 porträtiert das Leipziger Universitätsorchester und zeigt chronologisch die Entstehung eines Konzertprogramms.